# Colobeutrypanus
Colobeutrypanus es un género de escarabajos longicornios de la tribu Acanthocinini.

## Especies
- Colobeutrypanus barclayi Monné M. A. & Monné M. L., 2012
- Colobeutrypanus ornatus Tippmann, 1953